# 二村忠美
二村忠美（1959年10月8日—），日本棒球選手，出生於福岡縣三潴郡大木町，曾經效力於日本職棒日本火腿等隊伍，生涯通算64支全壘打。